# ハトラン
ハトラン（学名：Peristeria elata）はラン科セッコク亜科の大型のラン。パナマの国花。絶滅の危機度が高く、ワシントン条約（CITES）附属書１に掲載され、採集・販売が禁止されている。

## 特徴
葉は3–5枚で高さ1 m余りの狭披針形。偽鱗茎は径10 cmほどと大きい。花序は偽鱗茎の基部から直立し、葉より高い1.4 mまで達する。花序には10–15個の花をつける。花は径5–6 cmほどの鐘形でロウ質。白色で幅広の萼片と側花弁が、白色で嚢状の唇弁とくちばし状の蕊柱を杯状に囲む。唇弁には側裂片が2枚あり、紫色の斑点がある。シタバチの雄を花粉媒介者とし、花には強い芳香がある。属名Peristeriaはギリシア語で小鳩の意味で、種小名elataは丈が高いことに、英名は蕊柱と唇弁の形が白い鳩の姿に見えることにそれぞれ因む。

## 分布と生育環境
中米コスタリカ～南米北西部エクアドルに分布。湿度の高い熱帯雨林や草地のはずれの日陰に地生、または樹幹の基部や岩に着生する。